# Anthony Kenny
Anthony John Patrick Kenny FBA (16 de agosto de 1931 en Liverpool) es un filósofo inglés, cuyos intereses se centran en la filosofía de la mente, la filosofía antigua y  la Escolástica, la filosofía de Ludwig Wittgenstein y la filosofía de la religión. Con Peter Geach, ha hecho una contribución significativa al Tomismo analítico, un movimiento cuyo objetivo es presentar el pensamiento de Santo Tomás de Aquino al estilo de la filosofía moderna, despejándolo del tomismo tradicional. Kenny es uno de los albaceas de la herencia literaria de Wittgenstein. Fue presidente de la Academia Británica y actual Presidente del Instituto Real de Filosofía

## Biografía
Kenny inicialmente estudió para sacerdote en el Venerable Colegio Inglés, en Roma, donde recibió el grado de STL. Fue ordenado en 1955 y se desempeñó como párroco en Liverpool 1959-63. En 1961 recibió su Ph.D. en la Universidad de Oxford (Salón de San Benet). También trabajó como profesor ayudante en la Universidad de Liverpool (1961-63). Sin embargo, cuestionó la validez de la doctrina católica y ahora es agnóstico. Fue devuelto al estado laico en 1963.
Durante 1963-64, Kenny fue Profesor de Filosofía en los colegios universitarios de Exeter y  Trinidad en Oxford, y se desempeñó como profesor universitario de 1965-78. Desde 1964 hasta 1978, fue miembro del Balliol College en Oxford y Profesor Adjunto en los períodos 1971-72 y 1976-78. Fue maestro de Balliol de 1978 a 1989 y posteriormente Miembro Honorario. Durante el período 1989-99, fue tanto Warden de Rhodes House (director de la Beca Rhodes del programa) y profesor becario del  San Juan, y posteriormente miembro emérito. Fue Pro-Vice-Canciller de la Universidad de Oxford de 1984 a 2001 (Pro-Rector para el Desarrollo, 1999-2001). Se retiró en 2001. 
En la universidad, Kenny estaba Wilde Profesor de Religión Comparativa y Naturales (1969-72), (1980-83 Profesor de altavoces en Estudios Bíblicos), miembro del Consejo de hebdomadario (1981-93), Vicepresidente de la Junta de Bibliotecas ( 1985-88), Curador de la Bodleian Library (1985-88), y un delegado y miembro del Comité de Finanzas, de la Oxford University Press (1986-93). Desde 1972 hasta 1973 fue el editor deLa Revista de Oxford . Recibió el grado de  D. Litt. En 1980 y el grado honorífico de  DCL en 1987. 
Fue miembro de la Junta de la British Library Presidente 1991-96 y 1993-96, y ha servido como Presidente de la Sociedad para la Protección de la ciencia y el aprendizaje (1989-93), de la Asesoría British National Corpus Junta (1990-95), de la Asociación británica de Irlanda (1990-94), y de la Junta de la Warburg Institute (1996-2000). Fue elegido miembro de la Academia Británica en 1974 y sirvió como miembro del Consejo de la Academia de 1985-88, como Vice President 1986-88, y el Presidente 1989-93. 
Kenny fue Gifford Profesor de la Universidad de Edimburgo en 1972-73, de la Universidad de Glasgow en 1988, Stanton Profesor de la Universidad de Cambridge 1980-83, y Bampton Profesor de la Universidad de Columbia en 1983. Fue profesor visitante en las universidades de Chicago,  Washington,  Míchigan,  Minnesota,  Cornell,  Stanford y  Rockefeller. 
Ha sido miembro de la American Philosophical Society desde 1993, y de la Academia Noruega de Ciencias desde 1993 y miembro honorario de la Harris Manchester College, Oxford desde 1996, y de la  Escuela de Estudios Avanzados, Universidad de Londres desde 2002 (Distinguished Senior Fellow 2002-3). Ha recibido los títulos honoríficos de la  D. Litt. de  Bristol (1982), de la Liverpool (1988), Glasgow (1990), Trinity College, Dublín (1992),  Hull (1993), de la Sheffield (1995), de la Warwick (1995), de  D.Hum.Litt. de Denison University, 0hio (1986) y Lafayette College, Pennsylvania (1990), y DCL de Queen's University de Belfast (1994). 
Kenny fue nombrado Knight Bachelor por la reina Isabel II en 1992 y ha sido un miembro honorario del Lincoln's Inn desde 1999. 
En octubre de 2006, Kenny recibió la Medalla Aquino de la American Philosophical Catholic Association por sus importantes contribuciones a la filosofía.

## Filosofía
Aunque profundamente interesado en la enseñanza católica, Kenny define actualmente su posición como agnóstico, explicación que desarrolla en su obra de 2006 What I Believe. En el capítulo 3, titulado «¿Por qué no soy ateo?», expone por qué no se identifica ni con el teísmo ni con el ateísmo. Comienza afirmando: 
«Muchos pueden ofrecer diferentes definiciones de la palabra “Dios”. Teniendo en cuenta este hecho, el ateísmo hace una afirmación mucho más fuerte que el teísmo. El ateo sostiene que, sin importar la definición que se elija, “Dios existe” siempre es falso. El teísta, por su parte, afirma que existe alguna definición bajo la cual “Dios existe” es verdadero. En mi opinión, ni la afirmación más fuerte ni la más débil han sido demostradas de forma convincente. La posición por defecto no es ni el verdadero teísmo ni el ateísmo, sino el agnosticismo; una pretensión de conocimiento debe estar justificada, mientras que la ignorancia puede confesarse».
Kenny ha escrito extensamente sobre Tomás de Aquino y el tomismo moderno. En The Five Ways, analiza las cinco pruebas de la existencia de Dios formuladas por Santo Tomás. Sostiene que ninguna de ellas es completamente válida y, en cambio, pretende demostrar sus debilidades. Sus objeciones incluyen desde el problema del movimiento aristotélico, interpretado a la luz de la ciencia moderna, hasta la posibilidad de que seres contingentes causen la existencia de otros seres contingentes de forma indefinida. Sus críticas se centran en una interpretación contemporánea del pensamiento tomista. No obstante, algunos autores han cuestionado su lectura, alegando que no aborda de manera suficiente la doctrina tomista sobre la distinción entre esencia y ser, lo que haría que sus conclusiones no reflejen fielmente la intención original de Santo Tomás.
En su obra What is Faith?, Kenny aborda «la cuestión de si la creencia en Dios y la fe en un mundo divino constituyen un estado razonable o racional de la mente». Critica la postura —común a teístas como Tomás de Aquino y René Descartes, así como a ateos como Bertrand Russell— que considera la creencia racional como algo evidente por sí mismo o derivado de lo que es evidente. Siguiendo a Alvin Plantinga, denomina a esta postura «fundamentalismo» y sostiene que se trata de una idea autorreferencialmente inconsistente.

### Ediciones en español
- El legado de Wittgenstein. Siglo XXI. 1990. ISBN 9789682316159.

- La metafísica de la mente: filosofía, psicología, lingüística. Editorial Paidós. 2000. ISBN 9788449308208.

- Breve historia de la filosofía occidental. Editorial Paidós. 2005. ISBN 9788449317668.